# 柳原資明
柳原 資明（やなぎわら すけあきら）は、鎌倉時代後期から南北朝時代にかけての公卿。藤原北家真夏流日野家、権大納言・日野俊光の四男。官位は正二位・権大納言。「柳原殿」と称される邸宅に住んでいたため、柳原を家名とした。柳原家の祖。

## 経歴
正安3年（1301年）に従五位下に叙任され、文保元年（1317年）に花園天皇の蔵人に任じられて以後は、専ら持明院統の天皇・上皇に仕えた。後に右大弁・左大弁・参議を歴任後、光厳天皇の下で正三位権中納言にまで上るが、鎌倉幕府滅亡後、後醍醐天皇の建武の新政によって昇進人事を無効とされると激しく反発した。
足利尊氏によって光明天皇が擁立され光厳上皇の院政が開始されると、改めて権中納言に任じられて、以後北朝の有能な実務官僚として活躍した。建武4年/延元2年（1337年）に権大納言に上った。貞和2年/正平元年（1346年）に一旦は引退したものの、2年後には光明上皇の、さらに観応の擾乱後には崇光上皇の別当を務めた。
文和2年/正平8年（1353年）7月27日に薨去。死因は赤痢であると伝えられている。

## 系譜
- 父：日野俊光
- 母：三位局（亀山院女房）
- 妻：源康世の娘
- 生母不明の子女
  - 男子：柳原宗光
  - 男子：武者小路教光 - 武者小路家の祖
  - 男子：土御門保光 - 土御門家の祖
  - 男子：柳原忠光 - 柳原家2代
  - 男子：光済